# Ивенецкая возвышенность
Ивене́цкая возвы́шенность (бел. Івяне́цкае ўзвы́шша) — юго-западная часть Минской возвышенности. Располагается на востоке Воложинского и севере Дзержинского районов Минской области Белоруссии. На территории находится гора Дзержинская — самая высокая точка Белоруссии (345 м над уровнем моря).

## Географическое положение
Ивенецкая возвышенность на западе граничит с Верхненеманской низменностью, на юге — со Столбцовской равниной, на севере и востоке переходит в основную часть Минской возвышенности.

## Описание
Возвышенность приурочена к Воложинскому грабену в составе Белорусской антеклизы. Фундамент сложен из среднедевонских песчано-глинистых отложений (с прослойками доломита, мергеля, гипса) и верхнемеловых мергелей. Мощность антропогенового слоя превышает 150 м.
Рельеф формировался в зоне аккумуляции Сожского (Московского) оледенения под сильным влиянием эрозионно-денудационных процессов, происходивших после отступления ледника. Местность выровненная, холмистая. По территории разбросаны невысокие камы относительной высотой 5—20 м и конечно-моренные холмы. Также присутствуют глубокие долины, по которым протекают притоки рек Ислочь и Птичь.
Средняя высота над уровнем моря составляет 210—280 м. Наивысшая точка — гора Дзержинская. Она же является самой высокой точкой Белоруссии. Её высота — 345 м над уровнем моря.
Почвы дерново-подзолистые, преимущественно супесчаные, реже суглинистые.
Около 60 % территории распахано. Отдельными участками представлены еловые, сосновые, дубовые леса и суходольные луга.